# 갤로스
갤로스(Gallows)은 잉글랜드의 하드코어 펑크 밴드이다.